# モンスター・スタディ
モンスター・スタディ（Monster_Study）は、1939年にアイオワ州ダベンポートで22人の孤児を対象に行われた吃音実験である。

## 解説
アイオワ大学のウェンデル・ジョンソンによって行われた。大学院生のメアリー・チューダーがジョンソンの監督下で実験を行った。半分の子供たちは、発話が流暢であることを褒めるポジティブ・スピーチ・セラピーを受け、もう半分の子供たちは、発話が不完全であることをけなすネガティブ・スピーチ・セラピーを受けた。この実験で否定的なセラピーを受けた孤児たちの多くは、心理的に悪い影響を受け、何人かは一生言葉の問題を抱えたままであった。
ジョンソンの同僚の中には、彼が仮説を確かめるために孤児の子供たちを実験することに恐怖を感じた者もいたため、この実験は「モンスター・スタディ」と呼ばれた。この実験は、第二次世界大戦中にナチスが行った人体実験をきっかけに、ジョンソンの評判が落ちることを恐れて隠されていた。研究結果は査読のある学術誌に発表されなかったため、チューダーの論文が実験の詳細を記した唯一の公式記録となっている。
アイオワ大学は2001年、モンスター・スタディについて公式に謝罪した。しかし、アイオワ大学言語病理学・聴覚学助教授のパティシア・ゼブロウスキーは、この実験から得られたデータは吃音現象に関する「最大の科学的情報集」であり、ジョンソンの研究は吃音者の思考、態度、信念、感情の重要性を論じた最初のものであり、吃音に対する見解に大きな影響を与え続けていると指摘している。

## 研究内容
研究者たちは、この研究を実施するにあたり、4つの疑問を念頭に置いていた：
1. 『吃音者』というレッテルを貼られた人たちから『吃音者』というレッテルを『剥がす』ことは、彼らの流暢な会話に何らかの影響を与えるのだろうか？
2. 「吃音者」というレッテルを貼られた場合、その人の流暢な話し方に何らかの影響を与えるのだろうか？
3. 以前その人に貼られた「普通の話し手」というレッテルを支持することは、その人の流暢な話し方に何らかの影響を与えるか？
4. これまで普通の話し手と見なされていた人に「吃音者」のレッテルを貼ることは、その人の流暢な話し方に何らかの影響を与えるのだろうか？

調査は、アイオワ州の黒人（当時は人種隔離されていた）退役軍人の孤児院から22人の被験者を選ぶことから始まった。誰も研究の意図は知らされておらず、彼らは言語療法を受けるためだと信じていた。チューダーは、健康な子供たちに吃音を誘発し、吃音者に自分の話し方は問題ないと伝えることで変化が起こるかどうかを確かめようとしていた。22人の被験者の中には、研究が始まる前に教師や寮母が吃音者としてマークしていた10人の孤児も含まれていた。チューダーと、審査員を務めることに同意した他の5人の大学院生は、それぞれの子供たちの話を聞き、1（悪い）から5（流暢）までで評価し、学校の評価と一致させた。5人は実験グループIAに割り当てられ、発話は問題ないと告げられる。対照群であるIB群の5人は、自分の話し方は「みんなが言うように悪い」と言われる。
残りの12人の子どもたちは、通常流暢な孤児集団から無作為に選ばれた。このうち6人がIIAに割り当てられた。これらの子どもたちは5歳から15歳で、自分の話し方がひどいこと、吃音が出始めていること、すぐにこれを矯正しなければならないことを告げられた。グループIIBの最後の6人の子どもたちは、IIAの子どもたちと同じような年齢であったが、正常な話し手であり、そのように扱われ、発音がきれいだと褒められることになっていた。
チューダーは最初の面会で、子供たち一人ひとりのI.Q.をテストし、左利きか右利きかを特定した。当時、吃音は大脳のアンバランスが原因だという説が有力だった。たとえば、生まれつき左利きなのに右手を使っている場合、神経インパルスが誤作動を起こし、発声に影響を及ぼすというのだ。ジョンソンはその説を信じなかったが、それでもチューダーに子供たちの利き手をテストすることを提案した。彼女は子供たちに黒板に絵を描かせ、ダイナモメーターの電球を絞らせた。ほとんどの子供は右利きだったが、左利きの子供もすべてのグループにいた。被験者の利き手と発話には相関関係はなかった。この間、「症例番号15 実験グループIIA... 」のように、子どもたちに番号を振っていた。
実験期間は1939年1月から5月下旬までで、実際の介入はチューダーが数週間ごとにアイオワ・シティからダベンポートまで車で行き、子供たち一人ひとりと約45分間話すというものだった。彼女は合意された台本に従った。論文の中で彼女は、吃音ではないことを告げられようとしている吃音児に話しかけたと報告している。「吃音を卒業し、今よりもっと上手に話せるようになるでしょう。他の人があなたの話し方について何と言おうと、気にしないでください。」
吃音の烙印を押されることになったIIAの吃音のない若者たちに、彼女は言った： 「あなたは吃り始めている子供の症状がたくさんあります。すぐに止めるようにしてください。意志の力を使いなさい...吃音にならないように何でもしなさい...正しくできない限り、決して話してはいけません。施設にいるひどい吃音のある子供の名前】がどのように吃音なのかわかるでしょう？彼は間違いなく、これとまったく同じ方法で話し始めたのです」。
IIAの子供たちはすぐに反応した。歳のノーマ・ジーン・ピューとの2回目のセッションの後、チューダーはこう書いた。グループのもう一人、9歳のベティ・ロンプは、「事実上話すことを拒否している」と研究者は最終評価に書いている。「ほとんどの時間、手や腕を目の上にかざしたままでした」。グループの最年長である15歳のヘイゼル・ポッターは、「自分自身を意識するようになり、口数が減った」とチューダーは指摘した。ポターはまた、口を挟むようになり、イライラして指を鳴らすようになった。なぜそんなに 「a 」と言うのかと聞かれた。「次の言葉が言えなくなるのが怖いからです」。「なぜ指を鳴らしたのですか？「a 」と言いそうで怖かったからです」。
子どもたちの学業はすべて落ちた。男の子の一人は、授業中の暗唱を拒否するようになった。もう一人の11歳のクラレンス・ファイファーは、心配そうに自分の言葉を直しを始めた。「彼は立ち止まり、言う前に単語がわからなくなりそうだと私に言いました」とチューダーは報告した。彼女は彼にどうしてわかったのか尋ねた。彼は「音が出ないんです。詰まっている感じがするんだ」と答えた。
6番目の孤児、メアリー・コラスケ（12歳）は内向的で喧嘩っ早くなった。セッション中、チューダーは親友が自分の「吃音」を知っているかどうか尋ねた。「どうして？コラスケは足をガクガクさせた。「彼女とはほとんど話したことがないんです」 2年後、彼女は孤児院から逃げ出し、最終的にはより荒れた工業女学校に入った。
メアリー・テューダー自身も無傷ではなかった。実験が正式に終了した後、彼女は3度孤児院に戻り、自主的にフォローアップを行った。彼女はIIAの子供たちに、やっぱり吃音ではなかったと言った。いくら善意とはいえ、その効果は疑わしいものだった。彼女は、1940年4月22日付の少し身構えた手紙の中で、孤児たちについてジョンソンにこう書いている。「やがて彼らは......回復すると信じていますが、私たちが彼らに決定的な印象を与えたことは確かです」。

## 批評
研究結果はアイオワ大学の図書館で自由に閲覧できたが、ジョンソンは結果の公表を求めなかった。この実験は、2001年に『サンノゼ・マーキュリー・ニュース』紙の調査記者が行った一連の記事をきっかけに全国的なニュースとなり、『倫理学』と題された本が出版された： この実験は、2001年に『サンノゼ・マーキュリー・ニュース』の調査記者によって一連の記事が掲載されたことをきっかけに全国的なニュースとなり、公平な科学的評価を提供するために『Ethics: A Case Study from Fluency』という本が書かれた。この本の著者のほとんどは言語病理学者で構成されており、モンスター・スタディの倫理的な影響や科学的な結果についてコンセンサスを得ることはできなかった。リチャード・シュワルツは本書の第6章で、モンスター・スタディは「チューダーとジョンソンが、参加した子供たちへの潜在的な危害に対する配慮を欠き、施設に入所している子供たちを単に入手しやすいからという理由で選んだ点で、不幸であった」と結論づけている。欺瞞と報告会の欠如も正当化できない」。他の著者も、孤児実験は倫理的に許容される研究の範囲内ではなかったと主張している。しかし、1939年当時の倫理基準は現在とは異なっていたと考える者もいた。また、チューダーによる研究の計画と実行が不十分であり、その結果、「吃音は子どもの口からではなく、親の耳から始まる」というジョンソンのその後の仮説、すなわち、親が「吃音」とレッテルを貼ったもの（しかし実際には正常な発話の範囲内である）を子どもが回避できるように手助けしようとする善意の親の努力こそが、最終的に吃音と診断される問題の一因であるという仮説を、データが証明することはできなかったと考える者もいる。

## 補償金
2007年8月17日、7人の孤児が、アイオワ大学での実験中の6ヶ月間の苛めにより、生涯にわたって心理的・精神的傷を負ったとして、アイオワ州から総額92万5000ドルの賠償金を支払われた。吃音症になった子供はいなかったが、自意識過剰になり、話すのを嫌がるようになった子供もいた。アイオワ大学のスポークスマンは、この実験を「遺憾」とし、「これはどの時代においても決して擁護できるものではないと考えられる研究です。私は決してこの研究を擁護しようとは思いません。絶対に。残念なことこの上ない。」メアリー・チューダーは生前、モンスター研究における自分の役割について深い後悔の念を表明し、ウェンデル・ジョンソンは孤児たちの言語への悪影響を逆転させるためにもっと努力すべきだったと主張していた。

## 記事の起源
この訴訟は、2001年にサンノゼ・マーキュリー・ニュースの記者が調査した記事が発端となっている。
この記事は、孤児たちの何人かが、実験に起因する精神的影響が長期にわたって続いていることを明らかにした。州はこの訴訟を却下させようとしたが失敗し、2005年9月、アイオワ州最高裁判事は下級裁判所と同意見で、州の免責の主張と棄却の申し立てを却下した。

孤児たちの多くは「モンスター・スタディ」によって被害を受けたと証言しているが、2002年11月19日の宣誓証言で証言したメアリー・チューダー以外に目撃者はいないこと。原告側の生存している3人の元孤児が高齢であったことも、国との和解を早めることになった。
原告側にとっては、遠い昔の経験や70年近く前の思い出に関連する終結の一助となることを期待し、信じている。すべての当事者にとって、70代や80代の原告にとって、より多くの費用を費やし、解決を遅らせるだけであった、長期にわたる困難で費用のかかる訴訟に終止符を打つことができる。
和解が成立したにもかかわらず、モンスター・スタディが孤児の子供たちにどのような害を及ぼしたかについては、依然として論争が続いている。故ウェンデル・ジョンソンの息子ニコラス・ジョンソンは、父親を激しく擁護している。彼と何人かの言語病理学者は、ウェンデル・ジョンソンは孤児の子供たちに危害を加えるつもりはなかったし、実験終了時に「吃音症」と診断された孤児は一人もいなかったと主張している。他の言語病理学者たちは、この実験を非難し、孤児たちが受けた否定的な条件付けによって、彼らの言語や行動に悪影響が及んだと述べている。実験終了直後に書かれたメアリー・チューダーとウェンデル・ジョンソンの手紙には、子供たちの言葉が著しく悪化していることが書かれていた。メアリー・チューダーは孤児院に3度戻り、実験による悪影響を逆転させようとしたが、悪影響を逆転させるのに十分な肯定的治療を施すことができなかったと嘆いている。
米国言語聴覚学会は、永続的な有害結果を引き起こす可能性が大きい場合、子どもに対する実験を禁止している。